# Burgbau in Japan

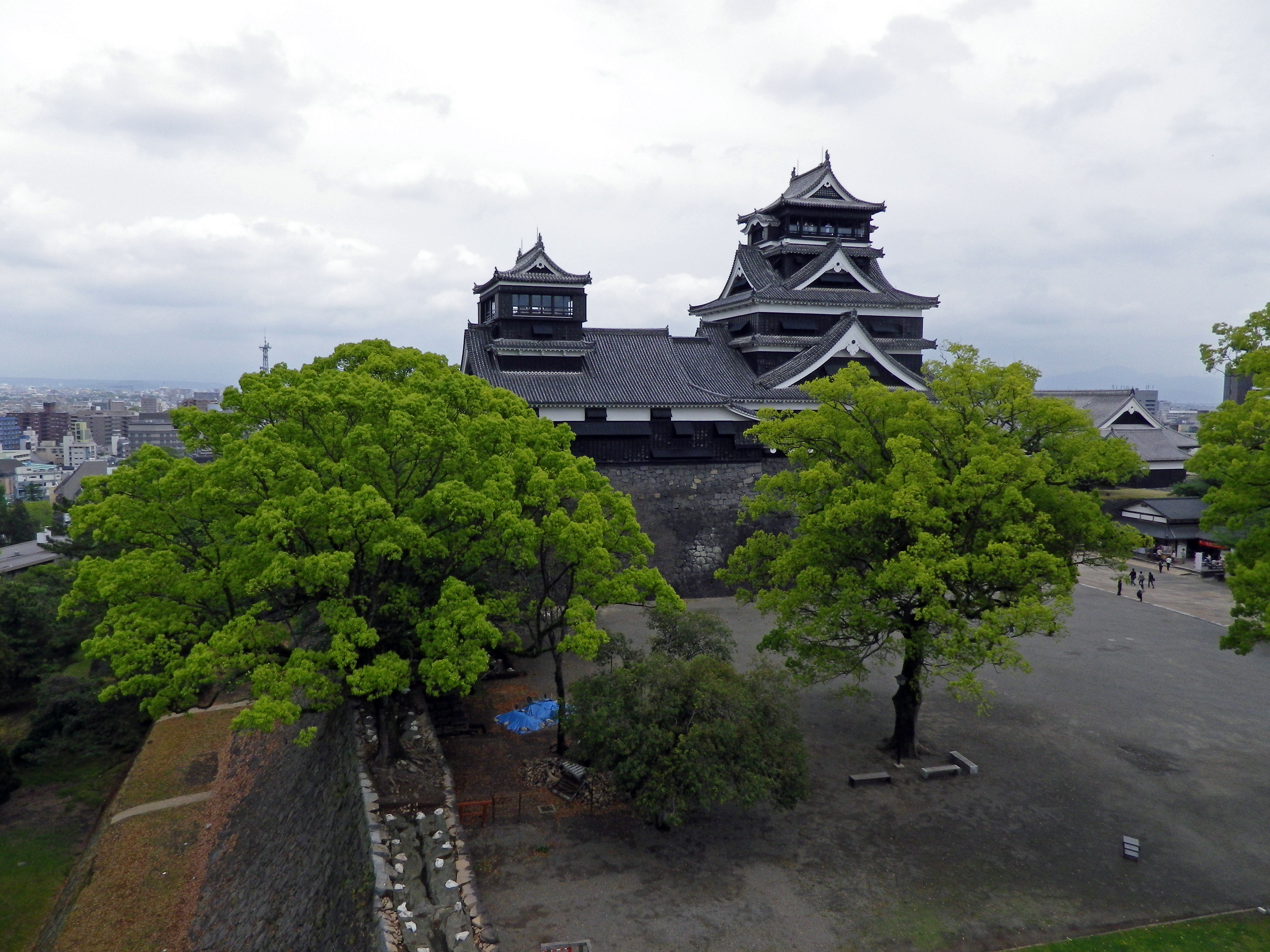
Auf der Burg Kumamoto

Burgbau in Japan hat eine tausendjährige Tradition, wobei die letzte und eindrucksvollste Phase sich von der Mitte des 16. Jahrhunderts bis Anfang des 17. erstreckt. Vor allem der Burgbau aus dieser Zeit wird in diesem Artikel behandelt.

## Die Anfänge

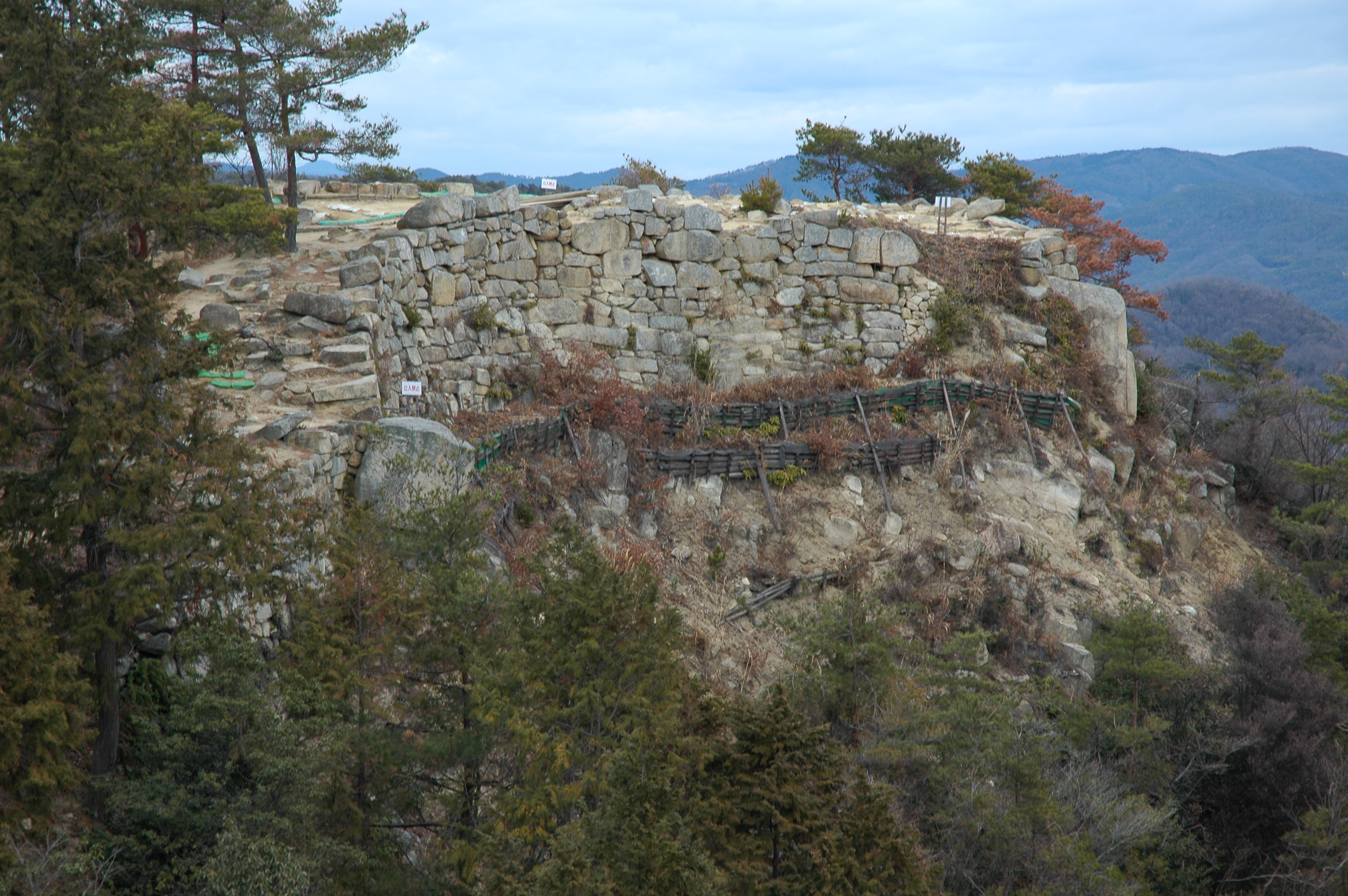
Ki-no-jō, Steinwall

Frühe Burgreste finden sich zum einen im Norden der Hauptinsel Honshū zur Verteidigung gegen die Emishi/Ainu, zum anderen auf der Insel Kyūshū, zur Verteidigung gegen Korea. Aber auch in Mitteljapan gibt es auf Bergrücken Burgreste, wie z.B, Ki-no-jō (鬼の城) in der Präfektur Okayama. In der Zeit der Spaltung des Kaiserherrschaft in einen Nord- und Südhof wurden Bergburgen als Rückzugsmöglichkeiten angelegt.
In den Unruhigen Jahren der Sengoku-Zeit wurden nun Burgen angelegt, die auch im Alltag nutzbar waren. Dafür nutzte man niedrige Hügel, die mit einer Vorburg umgeben wurden. Es gab aber auch einfache, befestige Hausanlagen. In der Tembun-Zeit (1532–1555) kam es dann unter Oda Nobunaga zu einer Weiterentwicklung der von Erdwall und Palisadenzäunen umgebenen Burgen zu Burgen, die von Wassergräben und Steinmauern geschützt wurden. Verbunden war damit eine Staffelung der Burgbezirke, wobei sich verschiedene Grundtypen unterscheiden lassen.

## Die Burgen ab Mitte des 16. Jahrhunderts
Im Folgenden soll die Gesamtanlage der Burgen ab Mitte des 16. Jahrhunderts beschrieben werden.

### Gesamtanlage
Je nach Höhenlage werden verschiedene Typen unterschieden. Der häufigste Typ ist die
- Hügelburg (平山城, hirayamajiro). Beispiele sind Burg Edo, Burg Himeji, Burg Matsue und viele andere Burgen in Japan.

Weiter gibt es die
- (meist alte) Bergburg (山城, yamajiro): Burg Matsuyama (Bitchū), Burg Iwamura und außerdem die
- Niederungsburg (平城, hirajiro): Burg Nagoya, Burg Matsumoto oder an der Küste im flachen Wasser, Burg Takamatsu.

Grundsätzlich bestand eine Burg dieser Zeit aus einer Hauptburg, wörtlich „Hauptrund“ (本丸, hommaru; 1), die durch eine Vorburg (oder durch mehrere) ergänzt wurde. Die Vorburgen wurden mit 2 beginnend durchgezählt und hießen „Zweites Rund“ (二の丸, ni-nomaru; 2), „Drittes Rund“ (三の丸, san-nomaru; 3) usw. genannt. Manche Vorburgen haben konkretere Bezeichnungen wie Nishi-no-maru, also Westliche Vorburg.
Nach Kombination von Haupt- und Vorburgen lassen sich einige Typen unterscheiden, die dem gegebenen Geländes angepasst sind: die Ring-Anlage (輪郭式, rinkaku-shiki), die meist ebene Verbund-Anlage (連郭式, renkaku-shiki), die am Hang gelegene Stufen-Anlage (梯郭式, teikaku-shiki) und die Gemischte Anlage (式).

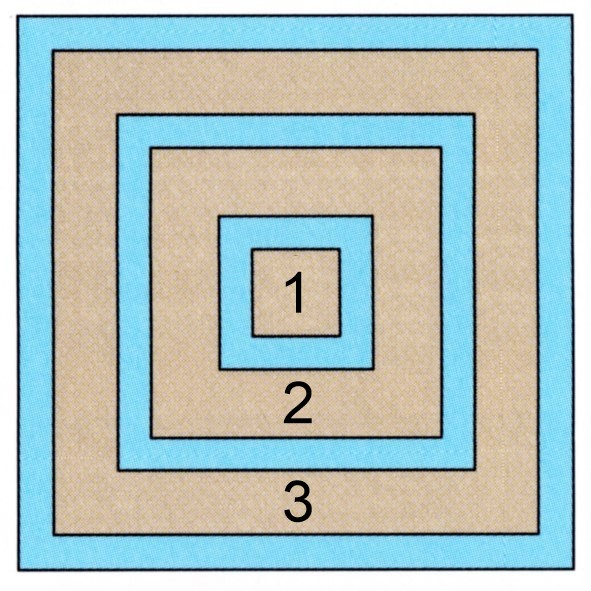
Ring-Anlage
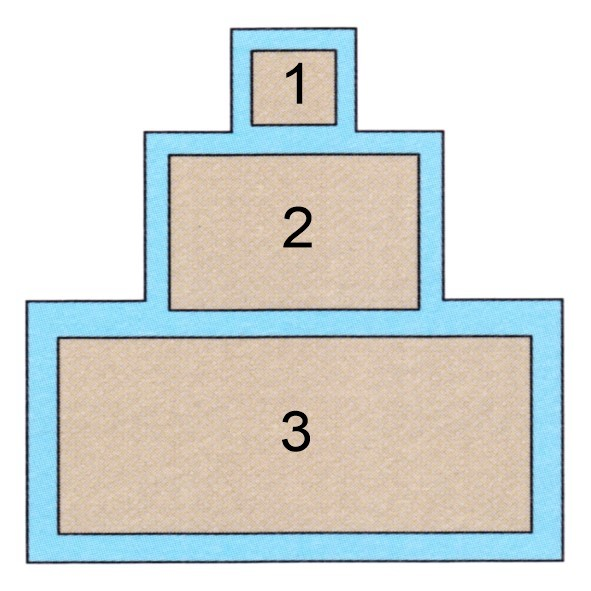
Verbund-Anlage
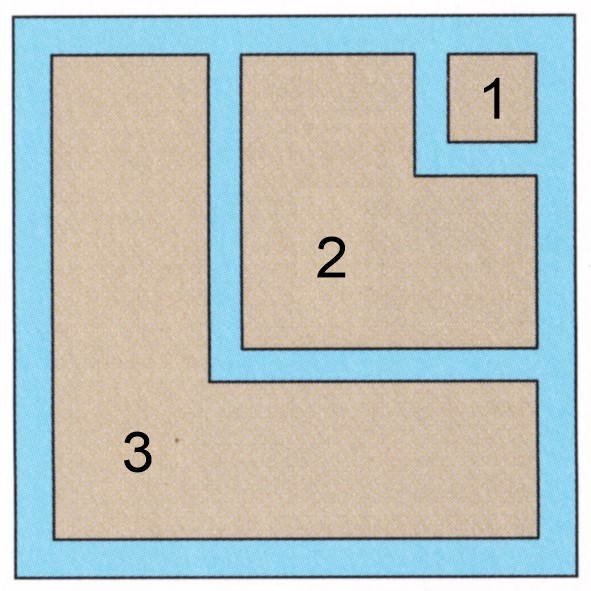
Stufen-Anlage
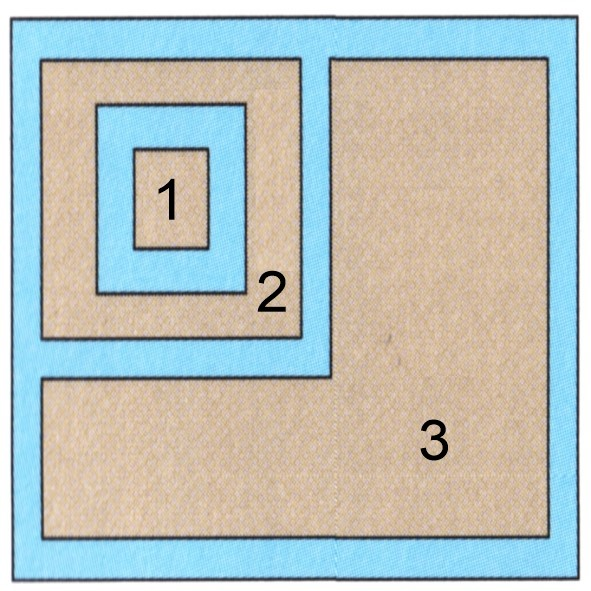
Gemischte Anlage, hier Ring und Stufe

- Die Hügelburg ist mit den Vorburgen meist asymmetrisch angelegt.
- Die Bergburg bildet mit den Nebenburgen keine geschlossene Einheit.
- In der Ebene bot sich an, die Hauptburg konzentrisch mit Vorburgen (曲輪, 郭, kuruwa) zu umgeben.

### Wälle

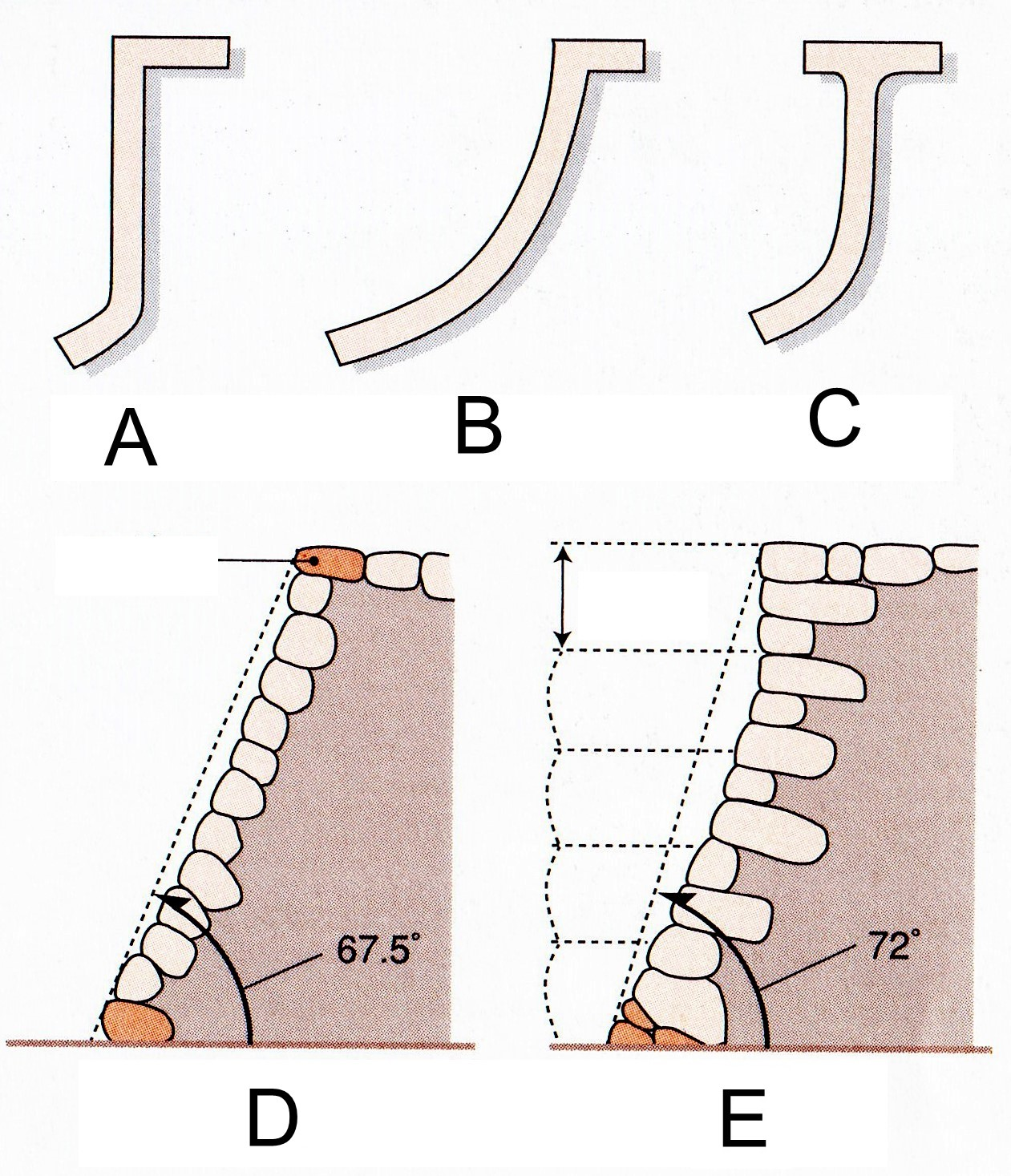
Anlage von Burgmauern (s.Text)

- Erdwälle, (土塁, dorui, auch 土居, doi) sind seit dem Mittelalter bekannt. Auch in der Edo-Zeit begnügte man sich damit, wenn es an geeigneten Steinen mangelte, vor allem in der Kantō- und Tōhoku-Gegend.[A 2]
- Steinwälle finden sich erst seit der Zeit Oda Nobunagas, als man von den Jesuiten den hochentwickelten italienischen Festungsbau kennen lernte. In der Ausführung der Mauern lassen sich drei Typen unterscheiden:
  - A: Sagenawa (下げ縄)
  - B: Tarumi (垂水)
  - C: Hanedashi (はね出し)

Die einfachste Ausführung der Mauern geschah mit nahezu unbehauenen Steinen (野面積み, Nomen-zumi; D). Das Errichten einer Steinmauer mit behauenen Steinen wurde Uchikomi hagi (打込はぎ, E) genannt, das Steilerwerden oben Kaeshi (返し).
Die Wälle wurden oft in der Tiefe gestaffelt angelegt, um die Bestreichung der Außenmauern mit Waffen von der Seite zu ermöglichen. Auf die Wälle wurden an Eckpunkte Wachtürme (櫓, yagura) aufgesetzt, auf längeren gerade Abschnitten auch gemauerte Befestigungen, Tamon-yagura (多門櫓) genannt.

### Tore

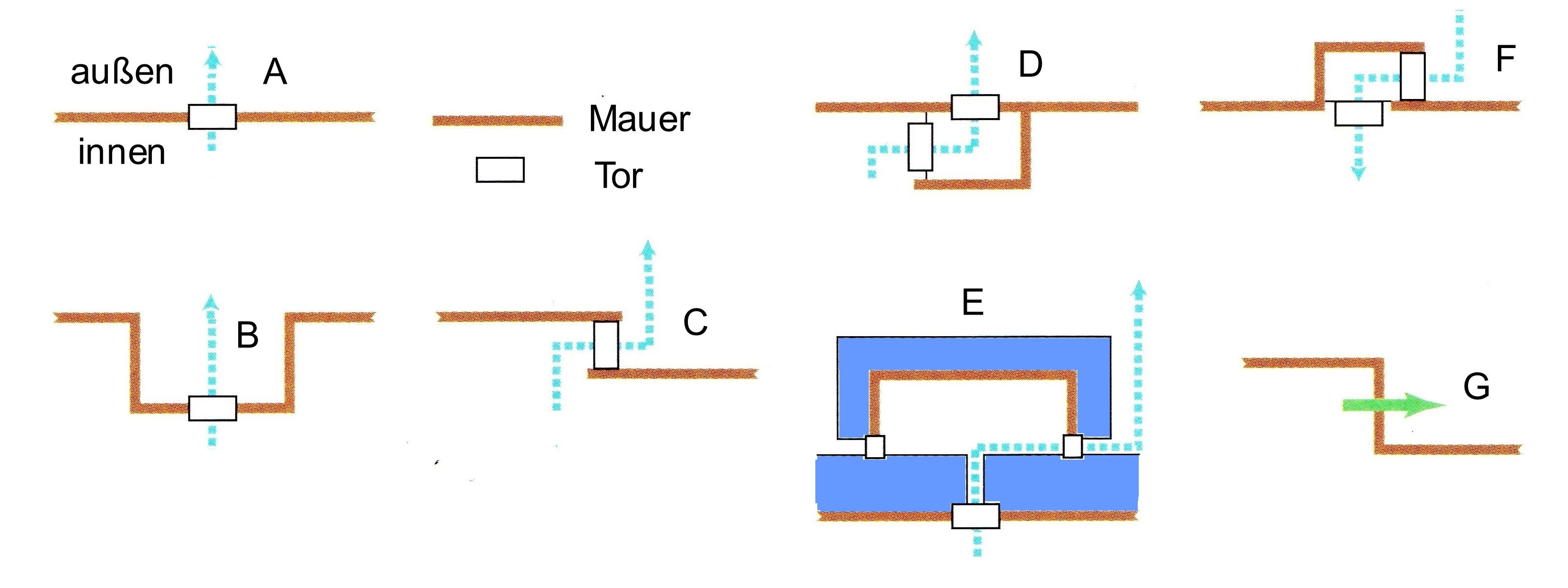
Tor-Anlagen (s. Text)

Um den Zugang zur Burg zu schützen, wurden verschiedene Tor-Anlagen (s. Abbildung) entwickelt. A: Einfaches Tor, „Tiger-Maul“ (虎口, tora-guchi), B: Seitenärmel-Tigermaul (両袖虎口, ryōsode-tora-guchi), C: Versetztes Tigermaul (食い違い虎口, kuichigai-tora-guchi), D: Kasten-Tor, innen (内枡形, uchi-masugata), E: Pferdeauslass-Tor (馬出し, umadashi); F: Kasten-Tor, außen (外枡形, soto masugata), F: Bereich vor Mauer mit dem Pfeil bestreichen (横矢掛け, yoko ya-gake).
Die stärksten Toranlagen (D und F) waren kastenartig nach dem Prinzip der Schleuse mit zwei Einlassen gebaut: Man betrat den umwallten Kasten durch das Äußere Tor. Nachdem dieses nach Einlass einer kleinen Gruppe abgeschlossen worden war, wurde das große Haupttor, das meist als Yagura-Tor ausgeführt war, geöffnet. – Zwischen den Bereichen innerhalb der Burg gab es kleine einfachere Tore, die oft als Kōrei-Tor ausgeführt wurden.

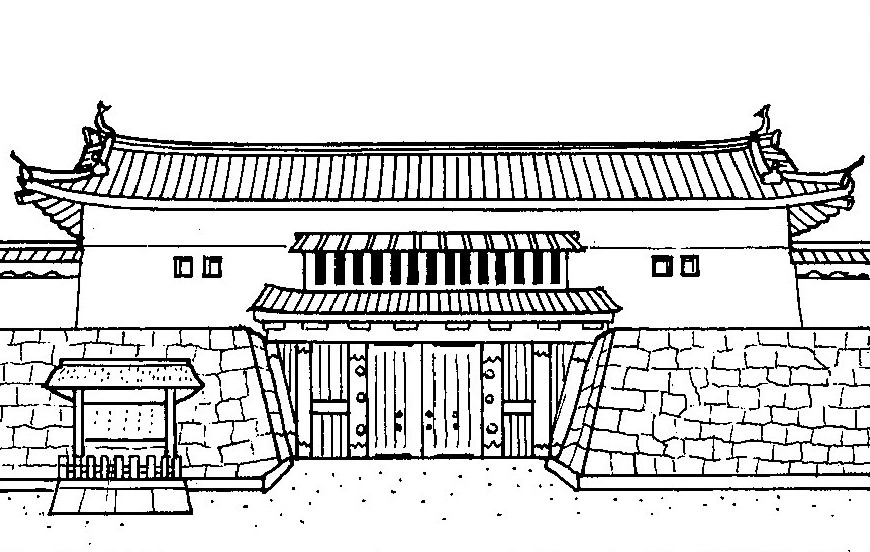
Yagura-Tor
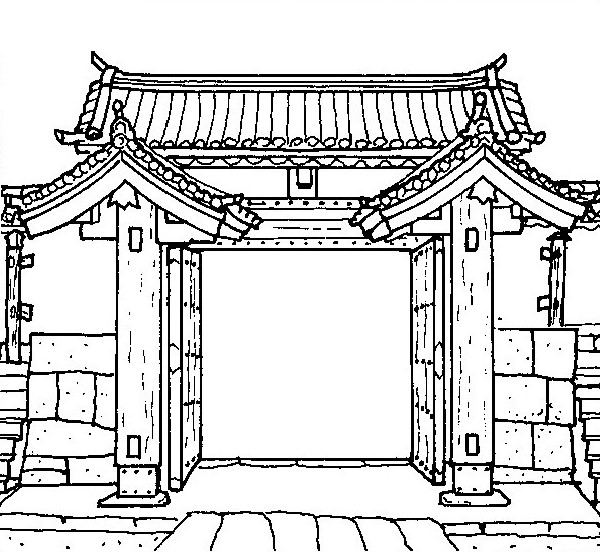
Kōrei-Tor
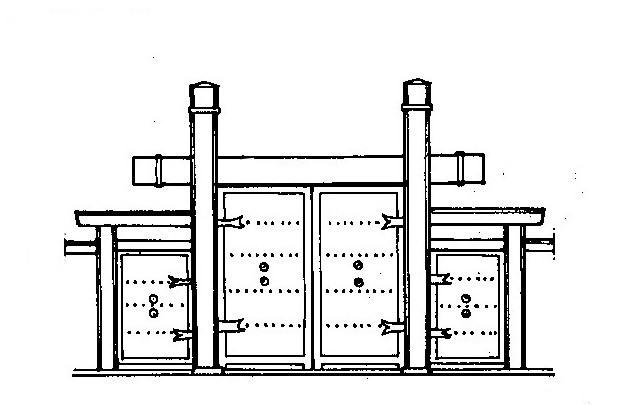
Kangi-Tor
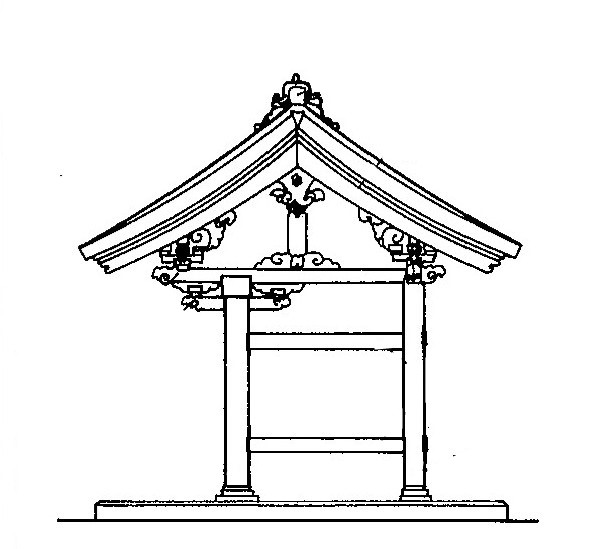
Yakui-Tor (Seitenansicht)

### Burgturm und Wachtürme

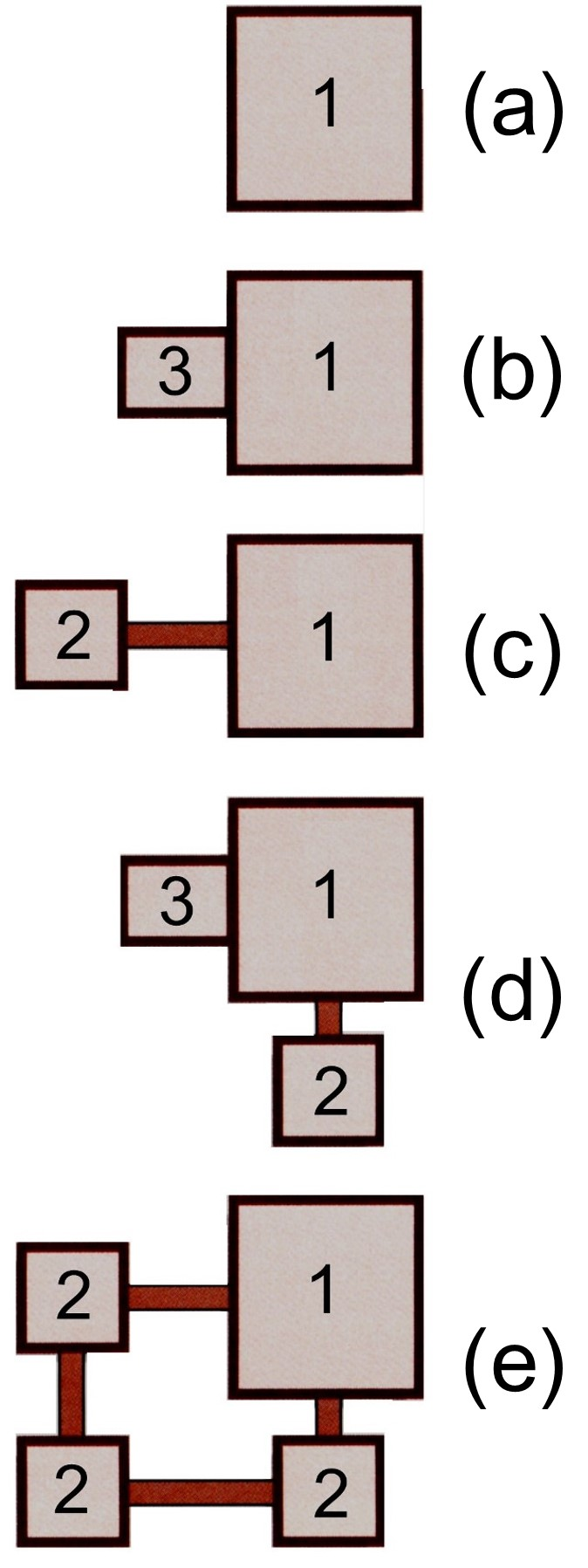

Der erste Burgturm wurde von Oda Nobunaga in der alten Nijō-Burg erbaut. Er ist in den Quellen als Tenshu aufgeführt: der Begriff wurde 天主 geschrieben, was „Himmelsfürst“ bedeutet. Heute verwendet man das gleichlautenden 天守, was Himmelsschutz bedeutet. Der erste verlässlichen Angaben für einen solchen Turm gibt es für Oda Nobunagas Burg Azuchi in der (Präfektur Shiga).
Es entwickelten sich für den Burgturm eine Reihe von verschiedenen Ausführungen:
(a) allein stehender Turm wie in der Burg Maruoka, Burg Hikone)

(b) kombinierte Form (Burg Matsue, Burg Okayama)

(c) Haupt- und Nebenturm (Kumamoto)

(e) Verbundener Turm (Burg Himeji).
Die wichtigen Ecktürme der äußeren Burganlagen in den „diagonalen“ Himmelsrichtung haben besondere Namen, die sich aus den Erdzweigen bzw. aus den Acht Trigrammen als Richtungsgeber herleiten:
- Im Nordosten heißt der Eckturm Ushitora-yagura (丑寅櫓) und wird bei gleicher Lesung auch 艮櫓 geschrieben,
- im Südosten heißt der Eckturm Tatsumi-yagura (辰巳櫓) und wird bei gleicher Lesung auch 巽櫓 geschrieben,
- im Südwesten heißt der Eckturm Hitsujisaru-yagura (未申櫓),Beispiel Burg Hirosaki und wird bei gleicher Lesung auch 坤櫓 geschrieben, und
- im Nordwesten heißt der Eckturm Inui-yagura (戌亥櫓) und wird bei gleicher Lesung auch 乾櫓 geschrieben.

### Residenz
Die Residenz, meist Goten (御殿) genannt, bestanden aus zwei Bereichen, den Räumen des Burgherren, Omote (表) genannt, und dem Oku (奥), dem Wirtschaftsbereich, der der Frau des Burgherren unterstand. Die beiden Bereiche waren durch wenige, gut kontrollierten Durchgänge verbunden. Typisch für das Omote sind neben allgemeinen Empfangsräumen ein oder mehrere Arbeitszimmer des Burgherren, Shoin (書院) – wörtlich Schreibgemach genannt, das dem ganzen Gebäude-Typ seinen Namen, shoin-zukuri, gab.

## Bauarbeiten
Für die Burgen mit ihren mächtigen Steinwällen in Mitte- und Westjapan war die Beschaffung von Steinen und deren Bearbeitung erforderlich. Geeignete Steine wurden aus Steinbrüchen geschlagen, zum Wasser gebracht und dann per Schiff in die Nähe der Burg gebracht. Auf dem Lande wurden die Steine auf Schlitten, Shūra (修羅) genannt, oder Rollen bis zum Ziel transportiert.

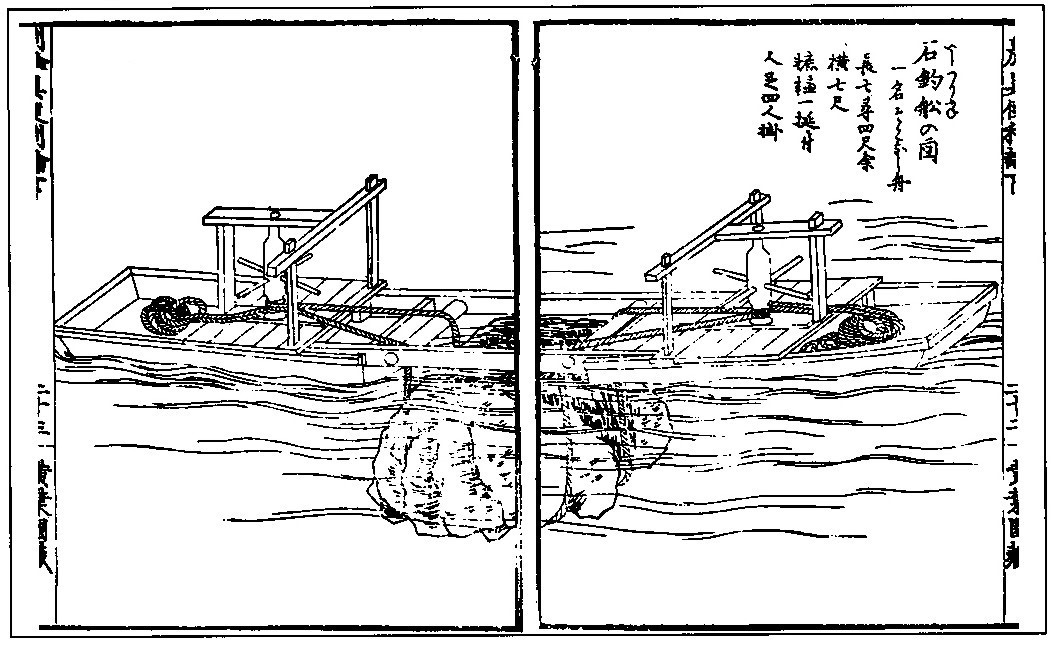
Steine fischen und transportieren
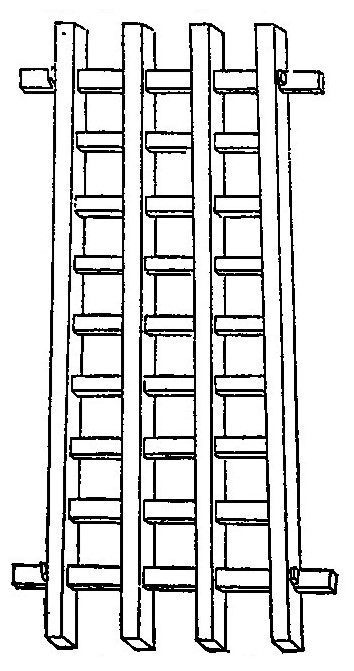
Transport-Bahre für Steine
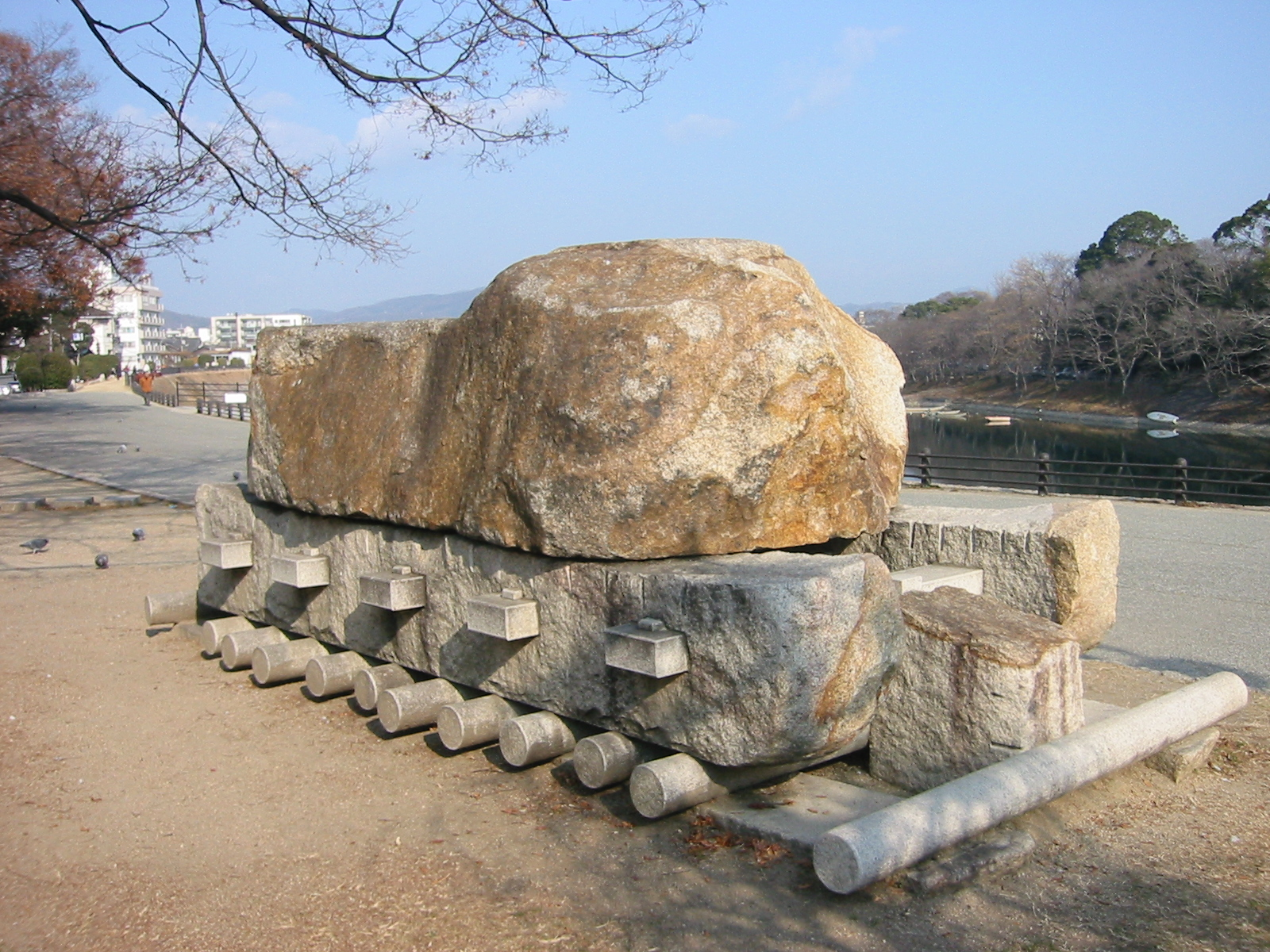
Transport-Bahre, Modell

## Japanische Burgen heute
Mit der Auslöschung der Familie Toyotomi Hideyoshis 1615 und der damit verbundenen Eroberung der Burg Osaka war die Zukunft der Tokugawa-Herrschaft gefestigt. Um ganz sicher zu gehen, erließ die Regierung 1615 eine Anordnung „Ikkoku ichijō“ (一国一城); das heißt, in jeder Provinz solle es nur noch eine Burg geben. Dabei wurden Ausnahmen zugelassen. – Es folgten friedliche Zeiten, so dass vor allem die Bergburgen durch Residenzen in der Ebene ergänzt wurden.
Mit der Meiji-Restauration 1868 war die Rückgabe der Lehen an den Kaiser verbunden, womit die Burgen in Staatsbesitz kamen. Die aufgegebenen Residenzen samt der Burgtürme wurden als Symbol der Tokugawa-Zeit in der Regel abgerissen, wobei das wertvolle Bauholz oft weiter verwendet wurde. Von den zahlreichen Burgtürmen blieben nur zwölf original erhalten, darunter der ungewöhnlich große Burgturm-Komplex der Burg Hime-ji.
Von den abgerissenen Burgtürmen sind immerhin Pläne erhalten geblieben, die dann ab Mitte des 20. Jahrhunderts für einen Wiederaufbau als Symbol der ehemaligen Residenzstadt genutzt werden konnten. Zunächst wurde der Neubau meist in Beton ausgeführt, später versuchte man es auch originalgetreu. Innerhalb der Burg Hikone hat man sogar einen teilweisen Wiederaufbau der dortigen Residenz vorgenommen. In letzter Zeit kam es zu auch zu einem – ebenfalls teilweisen – Wiederaufbau der Residenzen der Burg Nagoya und der Burg Kumamoto.